# Szentbalázs
Szentbalázs is een plaats (község) en gemeente in het Hongaarse comitaat Somogy. Szentbalázs telt 355 inwoners (2001).